# Brometo de vanádio(III)

Brometo de vanádium(III) ou tribrometo de vanádio, é um composto químico inorgânico de fórmula VBr3. No estado sólido, forma um polímero cujos monômeros possuem uma geometria octaédrica com íons de vanádio(III) ligados por seis brometos. 
VBr3 pode ser preparado pelo tratamento do VCl4 com HBr:
2 VCl4  + 8 HBr  →  2 VBr3  +  8 HCl  +  Br2
A reação acontece via brometo de vanádio(IV), VBr4, que libera Br2 a temperatura ambiente.
Assim como VCl3, VBr3 forma complexos vermelhos solúveis com o dimetoxietano e com o THF.
Soluções aquosas preparadas a partir do VBr3  contém o cátion [VBr2(H2O)4]+.